# Szczelina w Słonecznych Skałach Druga
Szczelina w Słonecznych Skałach Druga – schronisko w Słonecznych Skałach na Wyżynie Olkuskiej wchodzącej w skład Wyżyny Krakowsko-Częstochowskiej. Znajduje się we wsi Jerzmanowice w gminie Zabierzów, w powiecie krakowskim, w województwie małopolskim.
Schronisko znajduje się na szczelinie wschodniej ścianie skały Ogrodzieniec. Otwór znajduje się na wysokości kilku metrów, nad progiem. Ma średnicę 0,4 m, wysokość 1,8 m i ciągnie się za nim ciasna szczelina o stropie będącym zawaliskiem. Już po 1,5 m szczelina staje się tak ciasna, że niedostępna.
Opisywany obiekt powstał w wapieniach skalistych górnej jury, na nieco rozmytej pionowej szczelinie. Ściany są zwietrzałe, nacieków brak. Namulisko tworzy głównie gleba i gruz wapienny. Szczelina jest w całości widna, przewiewna i poddana wpływom środowiska zewnętrznego. Przy jej otworze skąpo rosną rośliny zielne i dzika róża, w głębi szczeliny także mchy, porosty i glony. Zwierząt nie zaobserwowano.   
Szczelina znana była od dawna, ale nie wymieniana w literaturze speleologicznej. Jej dokumentację sporządziła Izabella Luty w lipcu 2014 r.

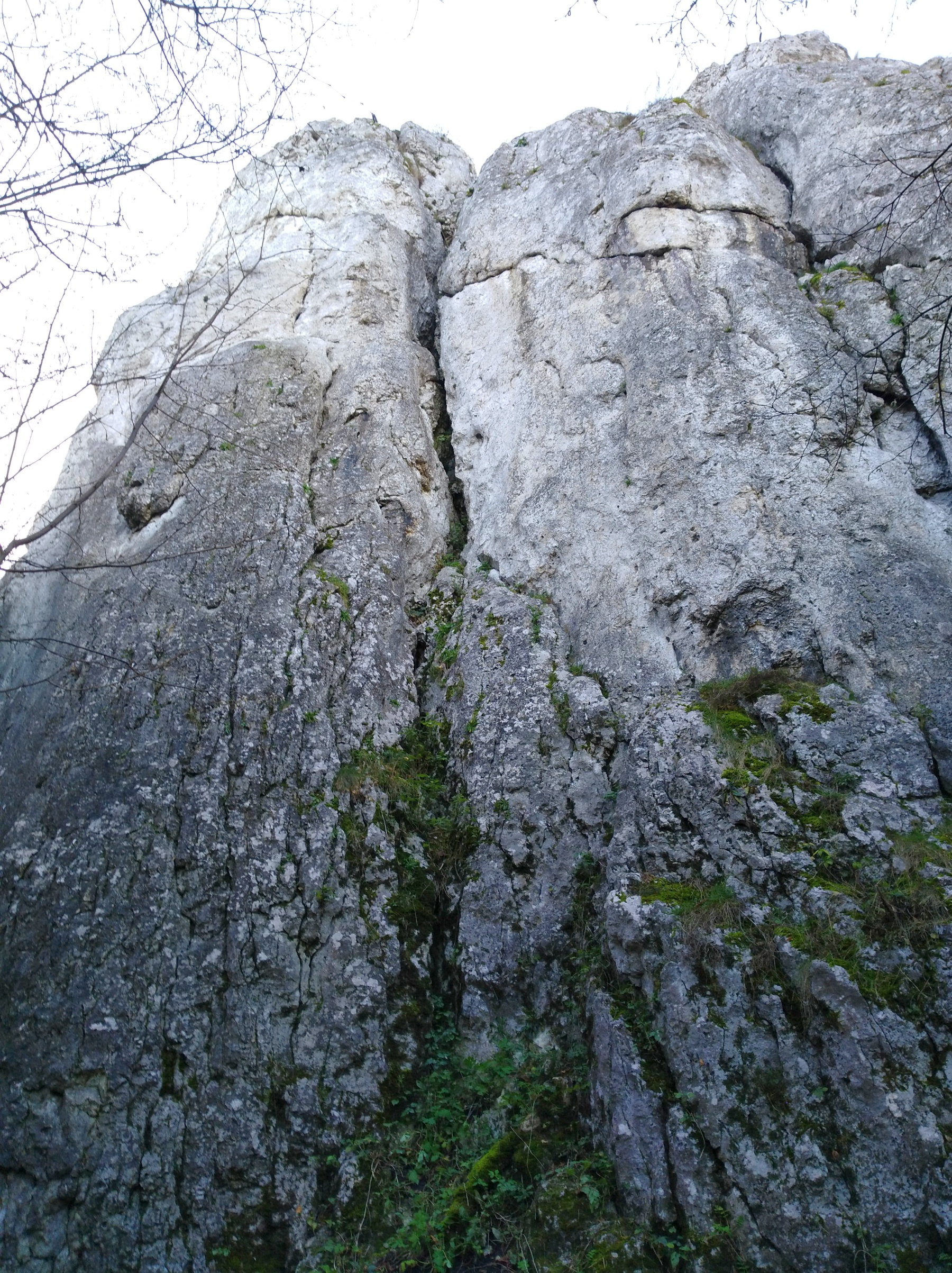

W skale Ogrodzieniec znajduje się jeszcze drugi obiekt jaskiniowy – Szczelina w Słonecznych Skałach Pierwsza.